# Stripes Promontory
Die Stripes Promontory ist eine bis zu 150 m hohe Halbinsel im Norden von Inexpressible Island vor der Scott-Küste des ostantarktischen Viktorialands. Sie liegt zwischen der Nansen-Eistafel im Westen und dem Hells Gate im Osten.
Italienische Wissenschaftler benannten sie 1997 nach hier sichtbaren 10 bis 30 m hohen schwarzen Streifen (englisch stripes) im ansonsten hellen Gestein.